# Shoma Kamata
Shoma Kamata (鎌田 翔雅, Kamata Shoma) est un footballeur japonais né le 15 juin 1989 à Chigasaki. Il évolue au poste de défenseur central.

## Biographie
Il est vice-champion de J-League 2 en 2012 avec le Shonan Bellmare, puis en 2016 avec le Shimizu S-Pulse.

## Palmarès
- Vice-champion du Japon de D2 en 2014 avec le Shonan Bellmare
- Vice-champion du Japon de D2 en 2016 avec le Shimizu S-Pulse
- Champion du Japon de D3 en 2020 avec le Blaublitz Akita